# Casey Stoner
Casey Joel Stoner (Southport, Queensland, Australia, 16 de octubre de 1985) es un expiloto australiano de motociclismo y automovilismo. Compitió en el Campeonato del Mundo de Motociclismo en la «categoría reina» de MotoGP desde 2006 hasta 2012, donde obtuvo dos títulos mundiales, con el equipo Ducati en 2007 y con el Repsol Honda Team en 2011, a la vez que resultó subcampeón en 2008 (también en 2005 de 250cc), tercero en 2012, y cuarto en 2009 y 2010.
En su carrera en MotoGP, Stoner logró 38 victorias, 69 podios, 39 Poles, 29 vueltas rápidas y 10 Grand Chelem, destacándose seis triunfos en el Gran Premio de Australia, tres en Gran Bretaña, tres en Estados Unidos y dos en Holanda, siendo también el piloto Ducati con más victorias (23) hasta que le superó Francesco Bagnaia en 2024. Su dorsal era el número 27, que lució siempre salvo los años posteriores a lograr el título, donde le gustaba llevar el número 1.
Su debut en el Campeonato del Mundo de Motociclismo fue en el año 2001, como Wild card para el equipo Telefónica Movistar Jr. Team en tres grandes premios.
Ya en 2002, hizo su primera temporada completa, consiguiendo siete victorias, veinte podios y un subcampeonato por las categorías inferiores; llegó a MotoGP en el año 2006 en el equipo de Lucio Cecchinello, el Team LCR. En 2007 fichó por el equipo oficial de Ducati, logrando la victoria en su primera carrera y resultando campeón del mundo ese año ganando diez de las dieciocho pruebas del Mundial.
En 2011 y 2012 perteneció al equipo oficial de la marca Honda, junto al español Dani Pedrosa. En su primera temporada con la marca japonesa logró su segundo título mundial.
El 17 de mayo de 2012 anunció en la rueda de prensa previa al Gran Premio de Francia su retirada al final de la temporada. En 2013 pasó a correr en automovilismo en la categoría cantera del campeonato australiano de turismos V8 Supercars, la Dunlop V8 Development Series.

## Historial deportivo

### Los inicios
Desde muy pequeño Casey Stoner demostró una pasión y un talento innatos para conducir en moto. A la edad de tres años ya había dado su primera vuelta por el patio de su casa con el ciclomotor de su hermana mayor, una Pee Wee de 50cc.
Con 4 años corrió por primera vez una carrera, una competición de óvalos de tierra para menores de 9 años en la Costa Dorada. A la edad de 6 ya había ganado su primer título, al que siguieron muchos más. Aunque lo estaba ganando todo, sentía que el nivel en la Gold Coast no era lo suficientemente alto, así que con 9 años se mudó a la zona de Nueva Gales del Sur, a la floreciente región del vino de Hunter Valley, con el objetivo de avanzar su carrera deportiva. Seguía ganando igual pero según el propio Casey, tenía que esforzarse bastante más. Muchas horas de viaje junto a su padre Colin, su madre Bronwyn y su hermana Kelly para competir por toda Australia y noches en vela trabajando en su moto permitieron que poco después de cumplir los 13 años, Stoner ya hubiese ganado 41 títulos nacionales de óvalos de tierra.
Cuando tenía 12 años, Stoner participó en el Australian Long Track Titles en cinco categorías diferentes. Cada categoría constaba de siete mangas, lo que hacía un total de 35 carreras en un mismo fin de semana; Stoner ganó 32 de ellas. Ese estilo de competición requiere gran agresividad, compromiso y disposición para salir al ataque instantáneamente, de una forma que ninguna otra disciplina motociclista puede ofrecer. Ahí fue donde se fraguó la habilidad de Stoner para extraer el máximo rendimiento que tiene una moto en apenas unas vueltas, que pone en jaque a sus rivales incluso en la categoría reina del motociclismo.
Desde los trece años reside en verano en Cunit y a su mejor amigo se le conoce como Psyquet.
En Australia la edad legal para competir en carreras de carretera era 16 años, así que, para darle un impulso a su carrera, su familia vendió todo lo que tenía y emigró a Gran Bretaña cuando el chico tenía 14 años. La edad mínima allí era más baja y Stoner ya estaba autorizado para competir en el campeonato nacional de 125cc, el cual ganó en el año 2000, su primer año en la categoría y en el motociclismo de velocidad. Ese mismo año también participó en dos carreras del Campeonato de España de 125cc, que le sirvieron para llamar la atención de Alberto Puig, quien le ofreció una moto en el equipo Telefónica Movistar Jr. para el año siguiente.
De esta manera, en 2001 compitió tanto en el Campeonato de Inglaterra como en el Campeonato de España de 125cc. Fue 2.º en ambos (cabe destacar que se perdió algunas pruebas del campeonato inglés en detrimento del español). Durante este año realizó sus primeras incursiones en el Mundial de Motociclismo, participando en los Grandes Premios de Gran Bretaña y Australia de 125cc, suficiente para sumar sus primeros puntos.

### Primeros años en el mundial: 125cc y 250cc

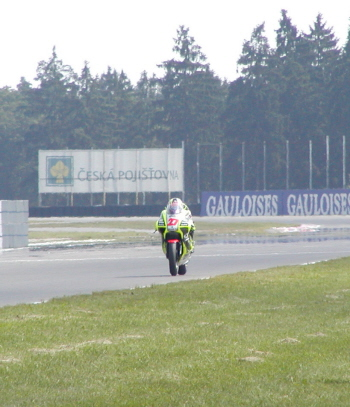
Stoner en el Circuito de Brno durante su primera temporada completa en el Mundial

Su debut a tiempo completo se produjo en la temporada 2002, en la categoría de 250cc, con una Aprilia y de la mano de Lucio Cecchinello. Finalizó 12.º con 68 puntos y sin conseguir ningún podio en las quince carreras en las que participó, por lo que al año siguiente se pasó a la categoría de 125cc, unas vez más a lomos de una Aprilia y trabajando junto a Cecchinello. Esta vez tuvo más éxito logró su primer podio con una 2.ª posición en Alemania y la primera victoria de su vida en la última carrera del año en Valencia. Se convirtió en el más joven australiano en subir a un podio y en ganar una carrera. La peor parte de la temporada llegó en el GP de la República Checa cuando se cayó y sufrió una lesión en el escafoides de la que tendría que ser operado inmediatamente si no quería ver peligrar su carrera deportiva. Se perdió dos carreras y reapareció con motivo del GP de Río de Janeiro, celebrado en el Autódromo Internacional Nelson Piquet, con una brillante 2.ª posición. Terminó 8.º en la clasificación con 125 puntos.
En 2004 se mantiene en 125cc pero en el equipo Red Bull-KTM, y aunque solo volvió a ganar una carrera, logró más regularidad que el año anterior y queda 5.º en el Mundial.
De esta manera en el año 2005 vuelve a 250cc con Aprilia. Empieza mal teniendo que abandonar en la primera carrera, pero gana las dos siguientes y, tras una segunda mitad de Mundial impresionante, se había convertido en una seria amenaza para el líder del mundial, Dani Pedrosa. El sueño se termina con una caída en su casa, el GP de Australia. No obstante las cinco victorias y diez podios logrados ese año le sirven para hacerse con el subcampeonato y lo más importante, mostrar al mundo su gran talento.

### Moto GP

#### 2006

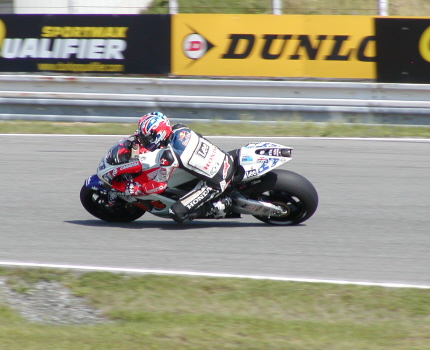
Stoner con la Honda-LCR el año de su debut en MotoGP, durante el GP de Brno de 2006

Su salto a MotoGP se produce el año 2006 con un equipo satélite de Honda, el Team LCR (una vez más es Cecchinello quien le da una oportunidad) y queda 8.º. Era el piloto más joven de la parrilla. Logró su primera pole en la categoría reina en su segunda carrera, en el Circuito Internacional de Losail; y en la tercera, disputada en el circuito turco Circuito de Estambul quedó 2.º tras pelear por la victoria con Melandri hasta la última vuelta. Fue el único podio del año. La gran cantidad de caídas que sufrió sembraron dudas en torno a su potencial.
Pese a todo, el equipo oficial Ducati Corse apuesta por él. Aunque el contrato que le ofrecieron era mediocre - cobraría 800.000 euros al año, mientras que su compañero Loris Capirossi se embolsaría más de 3 millones, no se lo piensa dos veces y ficha por la marca italiana para el año siguiente.

#### 2007

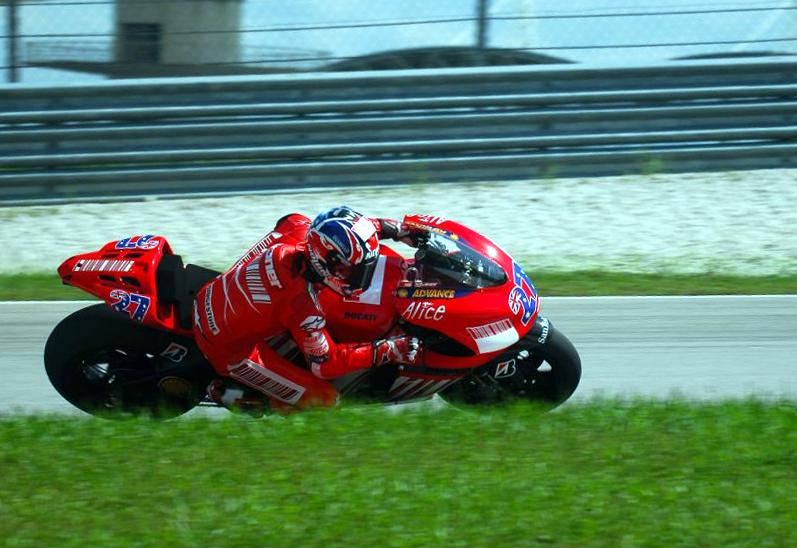
Stoner probando la Ducati en el Circuito de Sepang durante la pretemporada 2007

2007 era el primer año de la era 800cc. Ducati sorprendió a sus rivales creando una moto superior al resto, la Desmosedici GP7, que en manos de Stoner resultó imbatible. Esta moto, en la que Ducati llevaba trabajando largo tiempo, era increíblemente potente en rectas, proporcionando hasta 15 km/h de velocidad punta más que las demás.
Stoner apretó fuerte desde el principio, ganando la cita inaugural en Catar, la primera de muchas victorias en Losail. Tras una 5.ª posición en Jerez se quedó 3.º en la general por detrás de Rossi y Pedrosa, pero luego de otras dos victorias en Estambul y Shanghái, tomó el liderato que ya no volvió a soltar. Con otras dos victorias en Montmeló y Donington Park y podios en Le Mans y Assen en las siguientes cinco carreras, era el destacado candidato al título con solo medio Mundial disputado.
Tras otro 5.º en Alemania, encadenó tres hat-tricks en Indianápolis, Brno y Misano, dejando el Mundial visto para sentencia. Finalmente se proclamó campeón el 23 de octubre con una 6.ª posición en Japón, casualmente el peor resultado de la temporada. Con 21 años y 342 días se convirtió en el segundo más joven en cantar el alirón en la categoría reina, solo por detrás de Freddie Spencer, que en 1983 se proclamó campeón con 84 días menos que él.
Con la corona ya en el bolsillo sumó otros dos Grandes Premios a su palmarés, Australia y Malasia, y cerraba un año de ensueño con un podio en Valencia.
Stoner supo aprovechar la ventaja mecánica que le proporcionaba su moto y no dio ninguna opción a sus rivales: ganó diez de las dieciocho carreras con las que contaba la temporada, obtuvo catorce podios y cinco poles, y ganó el título con 125 puntos de ventaja sobre el subcampeón Dani Pedrosa, (lo equivalente a cinco Grandes Premios), una de las mayores ventajas de la historia. Gracias a sus resultados también Ducati ganó el primer mundial de constructores de su historia. Habían pasado 33 años desde la última vez que una fábrica europea se llevó la corona (MV Agusta). También fue el primer Mundial para el fabricante de neumáticos japonés Bridgestone.

#### 2008
Stoner comienza la defensa del título con una victoria en Catar, que precede a dos carreras sin pisar el cajón. De las siguientes cuatro carreras, hace podio en China, Italia y Cataluña, donde comienza la que sería una racha de siete pole positions consecutivas, pero siempre por detrás de Rossi, además de que no puntuó en Le Mans, por lo que el italiano, tras siete carreras, ya le aventajaba en 50 puntos en la clasificación general.

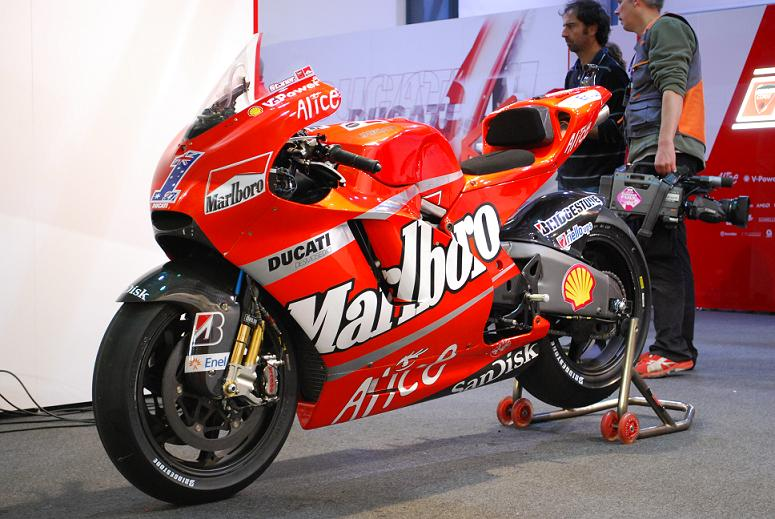
La Ducati Desmosedici GP8 con el N.º 1 en el carenado que Stoner pilotó durante 2008

No obstante, Stoner vuelve a la senda de la victoria con una sublime actuación en Donington Park, liderando de principio a fin en Assen seis días más tarde y ganando bajo el diluvio de Sachsenring tras recuperarse de una caída el viernes. Estas tres victorias consecutivas, todas acompañadas de la pole y la vuelta rápida, le colocaban a solo veinte puntos del líder Rossi antes de llegar a Laguna Seca.
En el Gran Premio de Estados Unidos, Casey salía desde la pole y era claro favorito al triunfo, pero Rossi, sabedor de que tenía que cortar la racha de Stoner, no dejó que este se escapase en carrera. Se enzarzaron en uno de los más memorables duelos de la era 800cc, pasándose el uno al otro constantemente (incluida el legendario adelantamiento de Rossi por la arena del sacacorchos), hasta que mediada la carrera, Stoner se fue al suelo en la última curva del circuito. Fue capaz de levantar la moto y, gracias a la abismal ventaja que tenían respecto al resto, mantener la 2.ª posición, pero la victoria ya era de Rossi. Al acabar la prueba Stoner criticó duramente al italiano, ya que en su opinión, muchas de la maniobras que llevó a cabo para pasarle e impedir que se escapara no fueron limpias. Fue el comienzo de una gran enemistad y el punto de inflexión de la temporada.
Frustrado por los acontecimiento de Laguna Seca, Stoner se cayó en la primera vuelta del GP de la República Checa, y con otro abandono en Misano, dijo adiós al título, dejando en bandeja la octava corona de Valentino Rossi. Durante el GP sanmarinense Stoner reveló que estaba corriendo con el escafoides fracturado, probablemente debido a un movimiento brusco encima de la moto. Se lo rompió por el mismo sitio por el que lo había hecho cinco años antes, el cual nunca se había recuperado del todo.
A partir de ahí Stoner se sumió en un final de temporada irregular, resarciéndose de los sinsabores con sendas victorias en Circuito de Phillip Island y la cita final en Cheste.
Stoner acabó subcampeón con 280 puntos, la mayor cantidad jamás conseguida sin lograr el título.
Tras esperar a los test post GP en Valencia, Stoner pasó por quirófano para solventar sus problemas con el escafoides de la mano izquierda. Fue intervenido en Italia, en el Hospital Universitario Policlínico de Módena por el doctor Antonio Landi. Al día siguiente recibió el alta médica y comenzó la fase de rehabilitación en su casa de Suiza, que duraría seis semanas.

#### 2009
En el año 2009 tiene un nuevo compañero en Ducati, el americano excampeón del mundo Nicky Hayden. Vuelve a empezar ganando en Catar, que ya se ha convertido en uno de sus mayores feudos. 4.º en Circuito de Motegi, 3.º en Jerez y 5.º en Le Mans, antes de ganar por primera vez para Ducati en Circuito de Mugello, y acabar así con una racha de siete victorias consecutivas de Rossi en el circuito italiano.
Tras esta carrera se produce un triple empate a la cabeza del Mundial entre Stoner y los dos pilotos del Fiat Yamaha Team, Valentino Rossi y Jorge Lorenzo, que a estas alturas ya eran los únicos que luchaban por el título.
Llega el GP de Cataluña y los dos pilotos de Yamaha se enzarzan en una espectacular lucha por la victoria, pero Stoner acaba 3.º lejos de ellos. Al acabar declaró desde la mitad de carrera en adelante se había sentido indispuesto y falto de fuerzas.
Este agotamiento físico le persiguió durante las siguientes cuatro carreras, impidiéndole competir con plenitud. A cada carrera el desfallecimiento se hacía más notable. En Alemania, después de liderar la carrera durante la mitad de las vueltas, acabó a más de quince segundos del vencedor. En Gran Bretaña acabó 14.º y la situación se hizo insostenible.
Stoner decidió parar. Lo más inquietante de todo era que por más análisis que se hacía y médicos a los que consultase, nadie sabía qué era esta misteriosa enfermedad. En un principio, se achacó a una diarrea y una ligera anemia, que tras llevar el cuerpo al extremo había producido esta situación de agotamiento. También se habló de síndrome compartimental, o incluso de un problema mental. Entre todo esto, se llegaron a oír rumores de la retirada definitiva del piloto.
No fue así, finalmente le diagnosticaron una intolerancia la lactosa y el australiano solo se perdió tres carreras (Brno, Indianápolis y Misano).
Esto es lo que declaró sobre el tema: “Perdí la cuenta de cuántos visitamos. Ninguno supo darnos una respuesta. Sin saber qué estaba pasando me fui a Australia a descansar. Allí seguimos visitando médicos; creo que fueron 7 ú 8. Sólo uno de ellos se dio cuenta de lo que me estaba sucediendo. En todos los análisis de sangre mis valores estaban dentro del arco considerado normal. Pero sólo un médico de los que me voy se fijó, o le dio importancia a que estos valores estuviesen cerca de los mínimos. Unos registros válidos para una persona normal, pero que en el caso de un deportista de élite deberían estar en el límite, pero por arriba". Este médico le aconsejó a Stoner someterse a una dieta con las que se buscó el equilibrio de las sales del cuerpo y en el que se controlaba la ingestión de lactosa. “Pero entonces me puse malo por otra cosa y no conseguimos entender si habíamos progresado o no. Poco antes de partir para Portugal suprimimos totalmente la lactosa. El resultado está ahí. Ahora me encuentro más fuerte que nunca”
El interés de Ducati por fichar a Lorenzo mientras él estaba ausente sentó mal al australiano, ni el montante astronómico que le ofrecieron cuando en la marca italiana siempre se aqujeaban de escasa solvencia económica.
Stoner volvió en Portugal con una gran 2.ª posición, pero no se quedó ahí, las dos siguientes carreras (en Phillip Islind y Circuito de Sepang) las ganó. Esta arrolladora vuelta le hizo llegar a la última cita en Valencia con todavía remotas opciones de subcampeonato: tenía que ganar y que Lorenzo no puntuase. Stoner hizo la pole y era el claro favorito para ganar el domingo, pero ocurrió algo que nadie esperaba, se fue al suelo en la vuelta de formación mientras trataba calentaba las gomas. La moto quedó destrozada por lo que ni siquiera pudo tomar parte en la salida. No solo no logró el subcampeonato, sino que Pedrosa -ganador final de aquella carrera- le arrebató la tercera plaza. Su posición final en la general fue 4.º con 220 puntos.

#### 2010
Tras una buena pretemporada, Casey Stoner comenzaba la temporada 2010 de MotoGP como uno de los favoritos al título junto a Rossi y Lorenzo.
En el primer GP del año, en el circuito de Losail - donde tradicionalmente siempre ha ido muy rápido - Stoner logró la pole. Sin embargo sufrió una caída tempranera cuando trataba de escaparse y tuvo que abandonar. En Jerez no pasa de una decepcionante 5.ª posición y en Le Mans se vuelve a caer. Cuando volvió al box Stoner estaba visiblemente abatido: los resultados que se prometían antes de empezar la competición no llegaban y él sentía poca confianza con la rueda delantera de su Ducati.
En la siguiente carrera, el GP de Italia, finaliza 4.º rindiendo una vez más por debajo de lo esperado. En Silverstone, tras un problema en la salida y quedarse último en la primera vuelta, remonta y acaba 5.º, quedándose muy cerca del podio. La velocidad mostrada durante la prueba invitaba a pensar que estaba cerca de superar esta crisis de competitividad, y así fue: en las siguientes cinco carreras encadena cinco podios, con el 2.º puesto de Laguna Seca como mejor posición.

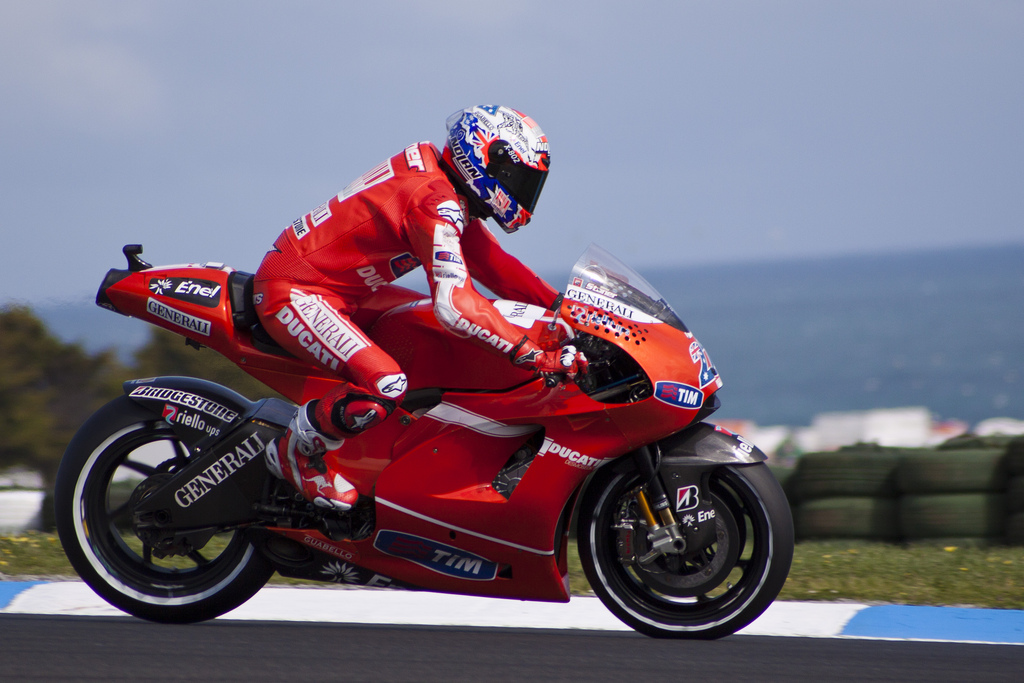
Stoner con la Ducati Desmosedici GP10 en el Circuito de Phillip Island

El 9 de julio, tras el GP de Cataluña se anunció oficialmente su fichaje por el Repsol Honda Team para 2011, algo que se venía rumoreando desde Jerez cuando se vio a su padre y mánager salir del motor-home de HRC. Esta era por tanto su última temporada en Ducati Corse. Casey estaba disgustado con el trato recibido por la marca italiana en los dos últimos años, sentía que su trabajo no había sido valorado debidamente. Su cambio abrió el baile de rumores y piezas que culminó con el fichaje de Valentino Rossi por Ducati.
Pese a todo durante el último tercio de la temporada 2010 Stoner se mostró intratable. En el recién estrenado Circuito de Aragón  consigue al fin la primera victoria de la temporada, inmediatamente seguida por otra en Japón (la primera de Ducati en el territorio de todos sus rivales). En Sepang vuelve a caerse durante las primeras vueltas de carrera pero se resarce de ello en su GP de casa, Australia, donde hizo la pole y la vuelta rápida y lideró de principio a fin para sumar una nueva victoria, la que sería la última vestido de rojo. Se despide de Ducati en Valencia con una pole y un podio.
Finalmente termina 4.º en la clasificación de pilotos, cerca de Pedrosa y Rossi (2.º y 3.º respectivamente), pero muy lejos del campeón, Jorge Lorenzo, claro dominador ese año.
Se sube por primera vez a la Honda RC212V el martes siguiente a finalizar el Mundial, tras recibir el permiso de Ducati para ello (su contrato duraba hasta el final del año), en una moto pintada totalmente de blanco por motivos de patrocinio, ya que aún tenía contrato en vigor con otras marcas. Ya en esa primera toma de contacto con la RC212V Stoner fue muy rápido.

#### 2011
El potencial demostrado por Honda durante la pretemporada de nuevo colocaba a Stoner entre los máximos aspirantes al título.
Esta vez no decepcionaría en la primera carrera, y debuta con Honda ganando en Catar y haciendo otro hat-trick.
De nuevo pole en Jerez, que junto al ritmo superior mostrado durante los entrenamientos presagiaban otra victoria del australiano. La carrera comienza sobre piso mojado pero secándose rápidamente, por lo que Stoner decide tratar de conservar los neumáticos. Valentino Rossi, crecido antes esta situación llega hasta la cabeza y en un intento demasiado optimista de adelantamiento derriba a Stoner. Casey no puedo volver a poner en marcha la moto por lo que tiene que abandonar, no sin antes mostrar su enfado con los comisarios de pista, ya que en su opinión, no hicieron todo lo que podían para ayudarle a volver a carrera. La polémica no se quedó ahí: cuando finalizó la prueba y Rossi (que había podido continuar) fue a disculparse con Stoner, este le contestó que "tu ambición es más grande que tu talento", un dicho típico en Australia.
Aparte de eso, perdió el liderato a manos de Lorenzo, ganador de aquella prueba.
En Estoril no se sintió cómodo en ningún momento del fin de semana y se tuvo que conformar con la 3.ª posición por detrás de Pedrosa y Lorenzo. Al acabar la carrera se aquejó de algunos dolores de espalda.

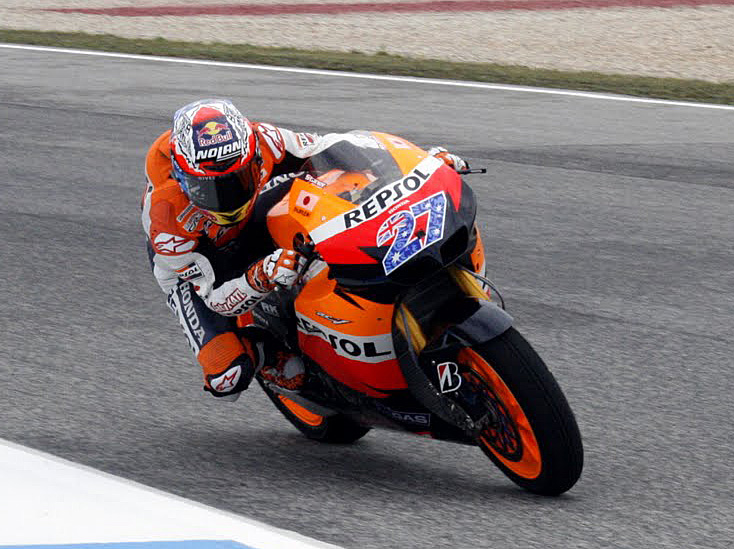
Stoner durante el GP de Portugal de 2011

Luego de una incontestable victoria en Le Mans y la lesión de su compañero Dani Pedrosa, se le allanaba el camino dentro de su equipo. A esta le siguió otro triunfo en Montmeló, en la que la meteorología mantuvo en tensión a todo el mundo durante el transcurso de la carrera, aunque finalmente no llovió. En Silverstone, esta vez sí, bajo una lluvia y un frío tremendos arrasaba con todos y vencía con más de quince segundos de ventaja. De vuelta al parque cerrado Stoner temblaba y tenía los dedos de la mano agarrotados por el frío, pero no podía ocultar su felicidad tras conseguir tres victorias consecutivas, algo que no hacía un piloto Honda desde Valentino Rossi en 2003. Además, tras la caída de Jorge Lorenzo, recuperaba el liderato del Mundial.
En Assen termina 2.º el día en que Ben Spies consigue la primera victoria de su carrera en el Mundial de MotoGP, y se afianza como líder del campeonato. La ventaja que consiguió el americano durante las primeras vueltas fue irrecuperable para Stoner. Durante los entrenamientos libres del viernes había sufrido una caída que le ocasionó un dolor en el cuello lo que quedaba de fin de semana.
En Mugello salía desde la pole y arrancó muy fuerte, llegando al ecuador de la prueba con más de dos segundos de ventaja. En la segunda mitad de la carrera tuvo problemas para mantener ese ritmo y fue superado por Lorenzo y Dovizioso, acabando finalmente en la 3.ª posición y viendo reducida su ventaja al frente de la clasificación a 19 puntos. En el parque cerrado Stoner declaró que con las altas temperaturas sus neumáticos se habían degradado mucho y mostró su enfado con los mecánicos por no variar la presión de las ruedas tras el warm-up.
En el test oficial que tuvo lugar en ese mismo circuito al día siguiente de la carrera, Stoner volvió a ser el más rápido, bajando el tiempo que le dio la pole el sábado casi seis décimas. A lo largo de la jornada, que dedicó entre otras cosas a probar un nuevo basculante, completó 47 vueltas y sufrió una caída menor en la curva 1 durante la sesión matinal. Aparte de esto, cabe destacar de estos entrenamiento el acalorado enfrentamiento que protagonizó con el checo Karel Abraham. Abraham había esperado a Stoner para poder completar una vuelta a su rueda. En el momento en el que Stoner superaba al checo ambos carenados se tocaron. Aunque no pasó de ahí, el incidente no sentó nada bien al australiano. De vuelta en los boxes mantuvieron una fuerte discusión que no fue a más.
El GP de Alemania celebrado en el circuito de Sachsenring transcurrió de forma muy similar al anterior para Stoner: el sábado logró una contundente pole, y aunque en la salida se quedó cuarto, enseguida recuperó el liderato de la carrera, adelantando a tres pilotos en una vuelta, pero finalmente fue superado por Pedrosa y Lorenzo y acabó 3.º, consiguiendo así el séptimo podio consecutivo de la temporada, la mejor racha de su vida.
Laguna Seca fue el escenario en el que Stoner dio un golpe de efecto al mundial. Pese a que en los entrenamientos parecía que los dos españoles -en especial Lorenzo- estaban más fuertes ese fin de semana; en carrera Casey supo esperar su momento(al acabar declaró que no se había sentido a gusto en la moto con el depósito lleno), y tras deshacerse de Dani Pedrosa con un espectacular adelantamiento en la entrada del sacacorchos, hizo gala de un ritmo muy rápido con el que enjuagó la diferencia de casi un segundo que mantenía con Jorge Lorenzo. Durante varias vueltas se mantuvo a la zaga del mallorquín, presionándole, hasta que finalmente se decidió a atacar. Superó al piloto de Yamaha por fuera en la primera curva del circuito y merced al ritmo infernal que impuso, en pocas vueltas abrió un margen de más de cinco segundos con respecto al 2.º. Conseguía así su segunda victoria en el carismático circuito americano, quinta de la temporada, y acaba con la inercia de Lorenzo de recortarle puntos. Se fue al parón veraniego con 20 puntos de ventaja al frente de la clasificación a falta de ocho Grandes Premios por disputarse.

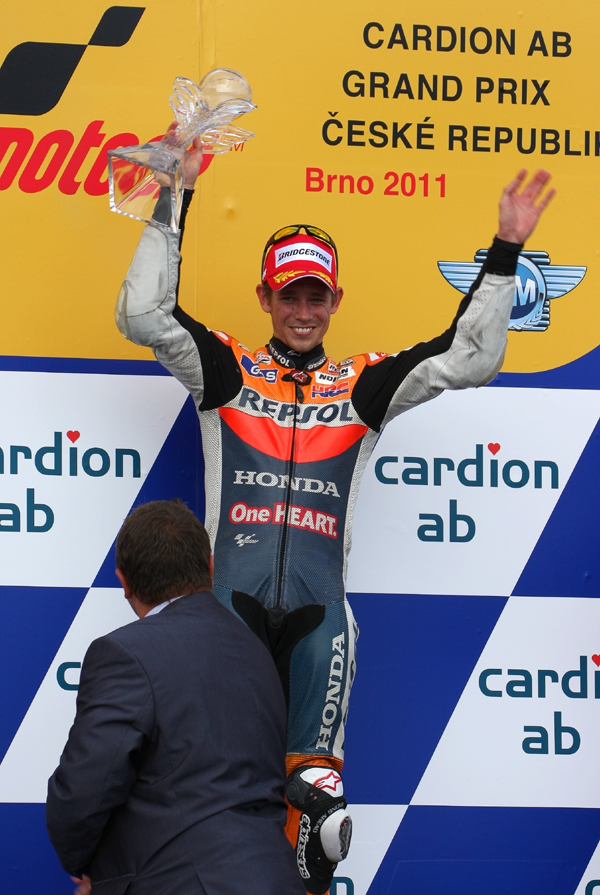
Casey Stoner en lo más alto del podio en el Gran Premio de Brno de 2011

Volvió a la competición en Brno en gran estado de forma: aunque salía tercero, enseguida tomó la cabeza (ayudado por la temprana caída de Dani Pedrosa, quién estaba siendo referencia ese fin de semana) para conseguir una de la victorias más contundentes de la temporada. Su máximo rival por el campeonato, el español Jorge Lorenzo, quedó fuera del podio, idéntico resultado al que se dio en Indianápolis, tras una completa exhibición del australiano en la que nadie pudo acercarse siquiera a su infernal ritmo en ningún momento del Gran Premio. De esta manera, la distancia con Lorenzo se fue hasta los 44 puntos, y empezó a ser evidente que el título no era cosa más que suya.
Con esta inercia ganadora llegó a Misano y marcó la pole, pero en la primera curva fue superado por un magistral Jorge Lorenzo que ya no soltaría el mando de la prueba. Aunque en la primera mitad de la misma aguantó la rueda del español, vuelta a vuelta fue perdiendo velocidad e incluso le adelantó Dani Pedrosa. Tras llegar 3.º a meta, achacó sus problemas a un desfallecimiento físico. En Aragón volvió a ser ese Casey Stoner imparable de casi todo el año para conseguir, con una actuación muy similar a la del año pasado en ese mismo circuito, la centésima victoria del equipo Repsol Honda en el mundial desde que enlazaron sus caminos en 1995. Para la ocasión, las tres motos del equipo lucieron una decoración especial diseñada por David Delfín.
Aunque Stoner fue de los pilotos que más fuertemente se opuso a disputar el GP de Japón por miedo a los efectos que la radiación pudiera ocasionar en su salud tras lo acontecido en la Central Nuclear de Fukushima Daiichi por el terremoto y posterior tsunami del 11 de marzo, finalmente acudió a la cita japonesa, después de mucho informes que descartaban cualquier tipo de riesgo. Y es que el GP de Japón, sede de la mayor parte de grandes fábricas (entre ellas Honda), es de vital importancia para el mundial de motociclismo; más aún este año, al ser una oportunidad de que el pueblo japonés demostrase al mundo que se ha recuperado de la catástrofe.
En clasificación marcó el mejor tiempo batiendo el récord de la pista. Era la décima pole de la temporada, el mejor registro tanto de la era 4T como de la era 800cc, y el segundo mejor de la historia junto a los de Spencer y Gardner de 1984 y 1987 respectivamente. El arranque de la carrera le fue muy bien al australiano, logrando una ventaja considerable en los primeros giros, hasta que en la vuelta 5 sufrió un shimmy en su moto, con la vibración las pastillas de freno se le separaron un poco de sus discos y al llegar a la curva se fue recto. Salvó la caída y volvió a pista en séptima posición. En pocas vueltas remontó hasta la tercera posición, donde se mantuvo hasta el final de la carrera. Los cuarenta puntos de ventaja que mantuvo le hacían llegar a la siguiente carrera con la posibilidad de sentenciar matemáticamente el campeonato si le sacaba diez puntos a su más inmediato perseguidor en la clasificación del Mundial, el español Jorge Lorenzo.
Llegado el GP de Australia Stoner confirmó la supremacía que se esperaba de él en un circuito en el que había ganado los cuatro años anteriores. Terminó todas y cada una de las sesiones libres en lo más alto de la tabla, a un mundo del resto, y en clasificación firmó otra vuelta estratosférica batiendo su propio récord de la pista. El domingo por la mañana - día de su vigésimo sexto cumpleaños - volvió a dominar en el warm-up, una sesión marcada por la caída en la que Jorge Lorenzo se desgarró un dedo. El español se perdería la carrera y mundial por tanto quedaba prácticamente sentenciado: a Stoner le valía con terminar entre los seis primeros para reverdecer los laureles de la corona conquistada en 2007. No obstante Stoner lo hizo a lo grande, arrasando de principio a fin, y pese a que la aparición final de la lluvia añadió una dosis extra de tensión, finalmente cruzó la línea de meta de Philipp Island en primera posición, delante de sus paisanos, el día de su cumpleaños, y ya como bicampeón del mundo de MotoGP,  poniendo así el broche de oro a un fin de semana de en sueño.
Una semana después la tragedia asoló el Campeonato del Mundo con el accidente fatal que sufrió el piloto italiano Marco Simoncelli en la segunda vuelta del Gran Premio de Malasia. La carrera se suspendió en el acto. En la última cita del calendario, Stoner y el resto de pilotos de las tres categorías le rindieron homenaje al compañero fallecido, un "minuto de ruido", una imagen única con todas las motos dando gas a la vez, tal y como el padre de Marco dijo que le hubiese gustado a su hijo.
En la carrera, Casey consiguió la última y más ajustada victoria de la era 800cc., batiendo sobre la misma línea de meta al americano Ben Spies por once centésimas.

#### 2012

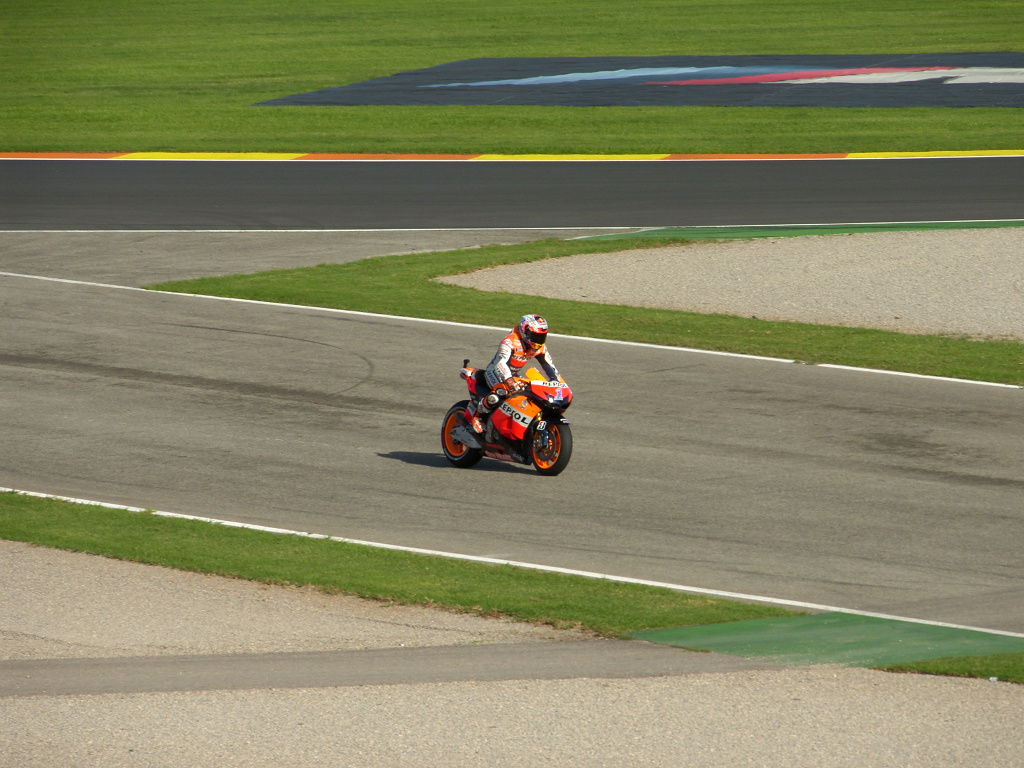
Stoner en la última carrera de MotoGP en el Circuito Ricardo Tormo del GP de Valencia 2012

Finalmente, en 2012, tras once años consecutivos compitiendo en el Campeonato del Mundo de Motociclismo, de los cuales seis fueron en MotoGP, con dos títulos de campeón de la máxima en su palmarés (2007 con Ducati y 2011 con Honda) y siendo precisamente el campeón reinante, Casey Stoner anunció su retiro de la actividad motociclística profesional. Su retiro coincidió con el nacimiento de su primera hija Alessandra Stoner, nacida el 16 de febrero de 2012.
Esa última temporada, consiguió cinco victorias y varios podios, a pesar de no poder disputar tres carreras durante el año debido a una operación en el tobillo tras una lesión sufrida en el Gran Premio de Indianápolis.

#### Piloto probador
Tras anunciar su retiro de la competición en 2012, a mediados de año de 2013, Casey Stoner comenzó a realizar labores de testing como piloto probador de HRC, participando en varios tests de la Honda RC213V durante las siguientes temporadas y pretemporadas, pero sin llegar a participar en ninguna carrera, a pesar de varios rumores surgidos durante ese tiempo.
A finales 2015, Stoner y HRC anuncian su separación, y esto permite el regreso del australiano a la marca que le dio su primer Mundial, Ducati Corse. Ahí sigue realizando labores de probador de la Ducati Desmosedici.

## Vida personal

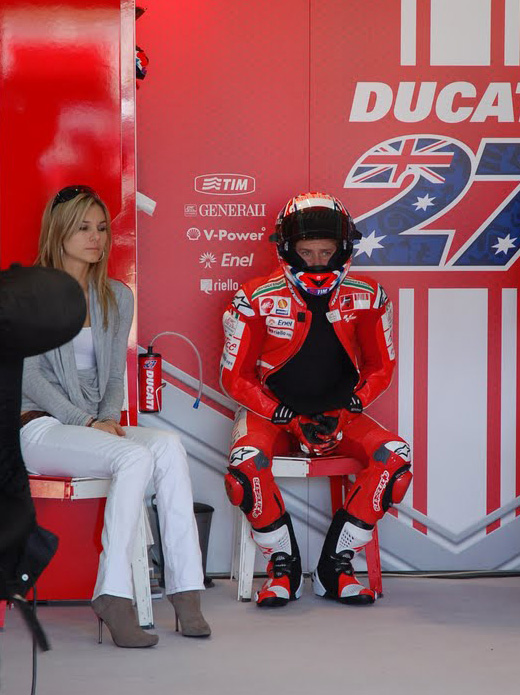
La mujer de Stoner, Adriana Tuchyna, junto a él en el box de Ducati

Stoner conoció a Adriana Tuchyna en el GP de Australia 2003, cuando ella se le acercó y le pidió que le firmara un autógrafo en la tripa. Comenzaron una relación en 2005, poco después de que Adriana cumpliera los 16. Se casaron el 6 de enero de 2007 en Adelaida. Adriana le acompaña a todos los circuitos a los que va. Viven durante la mayor parte del año cerca de un lago de Ginebra, Suiza. Durante un tiempo residió en Montecarlo, pero a Casey le desquiciaba el ambiente de esa ciudad.
Cuando no está compitiendo, es feliz disfrutando de la naturaleza en su tierra natal. Le encanta la pesca para distraerse y mantener la cabeza ocupada en otras cosas y por las preciosas vistas que ofrecen los lagos australes. También le gusta la caza, pero rehúsa de la tecnología que ofrece el siglo XXI: cuando sale a cazar, se embarca en expediciones de unos cinco días con media docena de amigos montando a caballo, acampando al aire libre y armado solamente con arco y flechas.
A Stoner no le gusta la fama ni el resto de lo que rodea a competir. Uno de los motivos por los que dejó Ducati es que Marlboro, su principal patrocinador, obliga a sus pilotos a trabajar duro en la esfera de las relaciones públicas. Ama correr en moto pero nada más.
El ídolo de su infancia es su compatriota y cinco veces campeón del mundo de 500c Mick Doohan. Adora esa época del motociclismo en la que Doohan y sus rivales competían sin piedad ni control de tracción. El año que ganó el título se le criticó mucho por supuestamente pertenecer a un nuevo tipo de piloto que simplemente confía en el control de tracción, pero realmente lo usa menos que ningún otro porque así siente mejor la moto, controlando la potencia con el freno trasero, y si por él fuera, lo prohibiría.
Sus padres poseen ahora una granja de 971 hectáreas en la que habita su hijo cuando pasa tiempo en Australia. No tienen Internet y está a 40 minutos en coche de la tienda más cercana, un lugar perfecto para quien rechaza muchos aspectos de la vida moderna y las grandes ciudades. Cuando se retire, su intención es volver a Australia, regentar la granja y tener hijos.
Durante el verano de 2011 se confirmó - mediante el Twitter oficial de HRC - que Stoner y Adriana esperaban un hijo para el próximo febrero. El 16 de febrero del 2012 y coincidiendo con el cumpleaños de Valentino Rossi, quien bromeó diciendo que esperaba que la llamaran Valentina, nació en la localidad suiza de Lausana la primera hija del matrimonio a la que pusieron de nombre Alessandra.
El 17 de mayo de 2012, confirmó que el 2012 sería su último año en la categoría reina, alegando motivos familiares.
El 16 de marzo de 2017, a través de su cuenta de Instagram, comunicó que sería padre por segunda vez en octubre del mismo año.

## Resultados

### Campeonato del Mundo de Motociclismo
Sistema de puntuación de 1993 hasta 2022:
| Posición | 1.º | 2.º | 3.º | 4.º | 5.º | 6.º | 7.º | 8.º | 9.º | 10.º | 11.º | 12.º | 13.º | 14.º | 15.º |
| Puntos   | 25  | 20  | 16  | 13  | 11  | 10  | 9   | 8   | 7   | 6    | 5    | 4    | 3    | 2    | 1    |

#### Por categoría
| Cat.   | Temporadas      | Primer GP         | Primer Podio  | Primera Victoria | Carreras | Victorias | Podios | Poles | V.Ráp. | Pts. | CM |
| ------ | --------------- | ----------------- | ------------- | ---------------- | -------- | --------- | ------ | ----- | ------ | ---- | -- |
| 125cc  | 2001, 2003-2004 | Gran Bretaña 2001 | Alemania 2003 | Valencia 2003    | 30       | 2         | 10     | 2     | 3      | 274  | -  |
| 250cc  | 2002, 2005      | Japón 2002        | Portugal 2005 | Portugal 2005    | 31       | 5         | 10     | 2     | 1      | 322  | -  |
| MotoGP | 2006-2012       | España 2006       | Turquía 2006  | Catar 2007       | 117      | 38        | 69     | 39    | 29     | 1815 | 2  |
| Total  | 2001–2012       | 2001–2012         | 2001–2012     | 2001–2012        | 178      | 45        | 89     | 43    | 33     | 2411 | 2  |

#### Por temporada
| Temporada | Cat.   | Moto    | Equipo                      | Carreras | Victorias | Podios | Poles | V.Ráp. | Pts. | Pos. |
| --------- | ------ | ------- | --------------------------- | -------- | --------- | ------ | ----- | ------ | ---- | ---- |
| 2001      | 125cc  | Honda   | Telefónica Movistar Jr Team | 2        | 0         | 0      | 0     | 0      | 4    | 29.º |
| 2002      | 250cc  | Aprilia | Safilo-Oxydo Team LCR       | 15       | 0         | 0      | 0     | 0      | 68   | 12.º |
| 2003      | 125cc  | Aprilia | Safilo-Oxydo Team LCR       | 14       | 1         | 4      | 1     | 2      | 125  | 8.º  |
| 2004      | 125cc  | KTM     | Red Bull KTM                | 14       | 1         | 6      | 1     | 1      | 145  | 5.º  |
| 2005      | 250cc  | Aprilia | Carrera Team LCR            | 16       | 5         | 10     | 2     | 1      | 254  | 2.º  |
| 2006      | MotoGP | Honda   | Honda LCR                   | 16       | 0         | 1      | 1     | 0      | 119  | 8.º  |
| 2007      | MotoGP | Ducati  | Marlboro Ducati Team        | 18       | 10        | 14     | 5     | 6      | 367  | 1.º  |
| 2008      | MotoGP | Ducati  | Marlboro Ducati Team        | 18       | 6         | 11     | 9     | 9      | 280  | 2.º  |
| 2009      | MotoGP | Ducati  | Marlboro Ducati Team        | 13       | 4         | 8      | 3     | 2      | 220  | 4.º  |
| 2010      | MotoGP | Ducati  | Marlboro Ducati Team        | 18       | 3         | 9      | 4     | 3      | 225  | 4.º  |
| 2011      | MotoGP | Honda   | Repsol Honda Team           | 17       | 10        | 16     | 12    | 8      | 350  | 1.º  |
| 2012      | MotoGP | Honda   | Repsol Honda Team           | 15       | 5         | 10     | 5     | 2      | 254  | 3.   |
| Total     | Total  | Total   | Total                       | 178      | 45        | 89     | 43    | 33     | 2411 |      |

#### Carreras por año
| Año  | Cat.   | Equipo  | 1       | 2       | 3       | 4       | 5      | 6       | 7       | 8       | 9       | 10      | 11      | 12      | 13      | 14      | 15      | 16      | 17      | 18    | Pos. | Pts. |
| ---- | ------ | ------- | ------- | ------- | ------- | ------- | ------ | ------- | ------- | ------- | ------- | ------- | ------- | ------- | ------- | ------- | ------- | ------- | ------- | ----- | ---- | ---- |
| 2001 | 125cc  | Honda   | JPN     | RSA     | SPA     | FRA     | ITA    | CAT     | NED     | GBR 17  | GER     | CZE     | POR     | VAL     | PAC     | AUS 12  | MAL     | BRA     |         |       | 29.º | 4    |
| 2002 | 250cc  | Aprilia | JPN Ret | RSA Ret | SPA 6   | FRA Ret | ITA    | CAT 6   | NED 8   | GBR 11  | GER Ret | CZE 5   | POR Ret | BRA 6   | PAC 17  | MAL 11  | AUS 10  | VAL 13  |         |       | 12.º | 68   |
| 2003 | 125cc  | Aprilia | JPN Ret | RSA 10  | SPA 6   | FRA 4   | ITA 18 | CAT Ret | NED Ret | GBR 5   | GER 2   | CZE     | POR     | BRA 2   | PAC 2   | MAL Ret | AUS Ret | VAL 1   |         |       | 8.º  | 125  |
| 2004 | 125cc  | KTM     | RSA 3   | SPA 5   | FRA 8   | ITA 2   | CAT 4  | NED 3   | BRA 2   | GER     | GBR     | CZE Ret | POR Ret | JPN Ret | QAT Ret | MAL 1   | AUS 3   | VAL Ret |         |       | 5.º  | 145  |
| 2005 | 250cc  | Aprilia | SPA Ret | POR 1   | CHN 1   | FRA 4   | ITA 4  | CAT 2   | NED 6   | GBR 3   | GER 7   | CZE 3   | JPN 3   | MAL 1   | QAT 1   | AUS Ret | TUR 1   | VAL 3   |         |       | 2.º  | 254  |
| 2006 | MotoGP | Honda   | SPA 6   | QAT 5   | TUR 2   | CHN 5   | FRA 4  | ITA Ret | CAT Ret | NED 4   | GBR 4   | GER     | USA Ret | CZE 6   | MAL 8   | AUS 6   | JPN Ret | POR Ret | VAL Ret |       | 8.º  | 119  |
| 2007 | MotoGP | Ducati  | QAT 1   | SPA 5   | TUR 1   | CHN 1   | FRA 3  | ITA 4   | CAT 1   | GBR 1   | NED 2   | GER 5   | USA 1   | CZE 1   | RSM 1   | POR 3   | JPN 6   | AUS 1   | MAL 1   | VAL 2 | 1.º  | 367  |
| 2008 | MotoGP | Ducati  | QAT 1   | SPA 11  | POR 6   | CHN 3   | FRA 16 | ITA 2   | CAT 3   | GBR 1   | NED 1   | GER 1   | USA 2   | CZE Ret | RSM Ret | IND 4   | JPN 2   | AUS 1   | MAL 6   | VAL 1 | 2.º  | 280  |
| 2009 | MotoGP | Ducati  | QAT 1   | JPN 4   | SPA 3   | FRA 5   | ITA 1  | CAT 3   | NED 3   | USA 4   | GER 4   | GBR 14  | CZE     | IND     | RSM     | POR 2   | AUS 1   | MAL 1   | VAL DNS |       | 4.º  | 220  |
| 2010 | MotoGP | Ducati  | QAT Ret | SPA 5   | FRA Ret | ITA 4   | GBR 5  | NED 3   | CAT 3   | GER 3   | USA 2   | CZE 3   | IND Ret | RSM 5   | ARA 1   | JPN 1   | MAL Ret | AUS 1   | POR Ret | VAL 2 | 4.º  | 225  |
| 2011 | MotoGP | Honda   | QAT 1   | SPA Ret | POR 3   | FRA 1   | CAT 1  | GBR 1   | NED 2   | ITA 3   | GER 3   | USA 1   | CZE 1   | IND 1   | RSM 3   | ARA 1   | JPN 3   | AUS 1   | MAL C   | VAL 1 | 1.º  | 350  |
| 2012 | MotoGP | Honda   | QAT 3   | SPA 1   | POR 1   | FRA 3   | CAT 4  | GBR 2   | NED 1   | GER Ret | ITA 8   | USA 1   | IND 4   | CZE INJ | RSM INJ | ARA INJ | JPN 5   | MAL 3   | AUS 1   | VAL 3 | 3.º  | 254  |

| Color     | Resultado                                                               |
| --------- | ----------------------------------------------------------------------- |
| Oro       | Ganador                                                                 |
| Plata     | 2.ª plaza                                                               |
| Bronce    | 3.ª plaza                                                               |
| Verde     | Finalizó en los puntos                                                  |
| Azul      | Finalizó sin puntos                                                     |
| Azul      | NC - No clasificado                                                     |
| Violeta   | Ret - No terminó (Carrera)                                              |
| Rojo      | DNQ - No se clasificó                                                   |
| Negro     | DSQ - Descalificado                                                     |
| Blanco    | DNS - No empezó (carrera)                                               |
| Blanco    | WD - Retirado (fin de semana)                                           |
| Blanco    | C - Carrera cancelada                                                   |
| Sin color | DNP - Inscrito pero no participó                                        |
| Sin color | INJ - Lesionado                                                         |
| Sin color | EX - Excluido                                                           |
| Estado    | Resultado                                                               |
| Negrita   | Pole position                                                           |
| Cursiva   | Vuelta rápida                                                           |
| †         | Abandona, pero clasifica al completar el porcentaje requerido para ello |

#### Récords
- Es el piloto con más victorias, poles y podios en la era 800cc.
- Es el primer campeón del mundo con Ducati en MotoGP.
- Es el segundo piloto que más carreras ha ganado con Ducati en MotoGP (23), seguido por Andrea Dovizioso (12) y Loris Capirossi (7).
- Es el 6.º piloto de todos los tiempos con más victorias en la categoría reina (38).
- Es el 8.º piloto de todos los tiempos con más podios en la categoría reina (69).
- Es el 2.º piloto en obtener más podios consecutivos en la categoría reina (22).
- Es el 5.º piloto de todos los tiempos con más pole positions en la categoría reina (39).
- Es el 2.º piloto con mayor número de poles en la categoría reina en una misma temporada, 10 (2011), junto a Wayne Gardner (10 en 1987) y Freddie Spencer (10 en 1988). Por delante solo se encuentra Mick Doohan con sus 12 poles de 1997. Stoner también posee el tercer mejor registro gracias a las 9 poles que marcó en 2008.
- De esta manera, Stoner posee el récord de poles en una temporada con motos de 4T, así como en la era 800cc.
- Es el 2.º piloto con más Grand Chelem en la máxima categoría (10).
- Es el 8.º piloto de todos los tiempos con más vueltas rápidas en la categoría reina (29).
- Es el 2.º australiano con más victorias, más poles, más podios, más puntos y más vueltas rápidas solo por detrás de Mick Doohan y el 2.º con más títulos tras Doohan y empatado con Gardner.
- Es el australiano más joven en lograr un podio y en ganar una carrera.

#### MotoGP/500cc
| Títulos mundiales |                  |     |
| A.                | Piloto           | N.º |
| 1.                | Giacomo Agostini | 8   |
| 2.                | Valentino Rossi  | 7   |
| 3.                | Marc Márquez     | 6   |
| 4.                | Mick Doohan      | 5   |
| 5.                | Geoff Duke       | 4   |
| 5.                | Eddie Lawson     | 4   |
| 5.                | Mike Hailwood    | 4   |
| 5.                | John Surtees     | 4   |
| 9.                | Kenny Roberts    | 3   |
| 9.                | Wayne Rainey     | 3   |
| 9.                | Jorge Lorenzo    | 3   |
| 12.               | Barry Sheene     | 2   |
| 12.               | Freddie Spencer  | 2   |
| 12.               | Phil Read        | 2   |
| 12.               | Umberto Masetti  | 2   |
| 12.               | Casey Stoner     | 2   |

| Victorias |                  |     |
| B.        | Piloto           | N.º |
| 1.        | Valentino Rossi  | 89  |
| 2.        | Giacomo Agostini | 68  |
| 3.        | Marc Márquez     | 59  |
| 4.        | Mick Doohan      | 54  |
| 5.        | Casey Stoner     | 38  |
| 6.        | Mike Hailwood    | 37  |
| 7.        | Jorge Lorenzo    | 33  |
| 8.        | Eddie Lawson     | 31  |
| 9.        | Dani Pedrosa     | 31  |
| 10.       | Kevin Schwantz   | 25  |

| Podios |                  |     |
| C.     | Piloto           | N.º |
| 1.     | Valentino Rossi  | 197 |
| 2.     | Jorge Lorenzo    | 114 |
| 3.     | Dani Pedrosa     | 112 |
| 4.     | Marc Márquez     | 99  |
| 5.     | Mick Doohan      | 95  |
| 6.     | Giacomo Agostini | 88  |
| 7.     | Eddie Lawson     | 78  |
| 8.     | Casey Stoner     | 69  |
| 9.     | Wayne Rainey     | 64  |
| 10.    | Andrea Dovizioso | 60  |

| Poles |                 |     |
| D.    | Piloto          | N.º |
| 1.    | Marc Márquez    | 62  |
| 2.    | Mick Doohan     | 58  |
| 3.    | Valentino Rossi | 55  |
| 4.    | Jorge Lorenzo   | 43  |
| 5.    | Casey Stoner    | 39  |
| 6.    | Dani Pedrosa    | 31  |
| 7.    | Kevin Schwantz  | 29  |
| 8.    | Freddie Spencer | 27  |
| 9.    | Max Biaggi      | 23  |
| 10.   | Barry Sheene    | 19  |
| 10.   | Wayne Gardner   | 19  |

| Vueltas rápidas |                  |     |
| E.              | Piloto           | N.º |
| 1.              | Valentino Rossi  | 76  |
| 2.              | Giacomo Agostini | 69  |
| 3.              | Marc Márquez     | 59  |
| 4.              | Mick Doohan      | 46  |
| 5.              | Dani Pedrosa     | 44  |
| 6.              | Mike Hailwood    | 37  |
| 7.              | Jorge Lorenzo    | 30  |
| 8.              | Casey Stoner     | 29  |
| 9.              | Kevin Schwantz   | 26  |
| 10.             | Kenny Roberts    | 24  |

| Pts. |                  |      |
| F.   | Piloto           | N.º  |
| 1.   | Valentino Rossi  | 5305 |
| 2.   | Dani Pedrosa     | 2970 |
| 3.   | Jorge Lorenzo    | 2887 |
| 4.   | Andrea Dovizioso | 2421 |
| 5.   | Marc Márquez     | 2417 |
| 6.   | Mick Doohan      | 2283 |
| 7.   | Alex Barros      | 2079 |
| 8.   | Loris Capirossi  | 1840 |
| 9.   | Max Biaggi       | 1624 |
| 10.  | Álex Crivillé    | 1610 |
| 11.  | Casey Stoner     | 1561 |

#### MotoGP 800cc (2007-2011)
| Títulos |                 |     |
| A.      | Piloto          | N.º |
| 1.      | Casey Stoner    | 2   |
| 1.      | Valentino Rossi | 2   |
| 3.      | Jorge Lorenzo   | 1   |

| Victorias |                  |     |
| B.        | Piloto           | N.º |
| 1.        | Casey Stoner     | 33  |
| 2.        | Valentino Rossi  | 21  |
| 3.        | Jorge Lorenzo    | 17  |
| 4.        | Dani Pedrosa     | 13  |
| 5.        | Loris Capirossi  | 1   |
| 5.        | Chris Vermeulen  | 1   |
| 5.        | Andrea Dovizioso | 1   |
| 5.        | Ben Spies        | 1   |

| Poles |                  |     |
| C.    | Piloto           | N.º |
| 1.    | Casey Stoner     | 33  |
| 2.    | Jorge Lorenzo    | 18  |
| 3.    | Valentino Rossi  | 14  |
| 3.    | Dani Pedrosa     | 14  |
| 5.    | Colin Edwards    | 3   |
| 6.    | Marco Simoncelli | 2   |
| 7.    | Nicky Hayden     | 1   |
| 7.    | Chris Vermeulen  | 1   |
| 7.    | Andrea Dovizioso | 1   |
| 7.    | Ben Spies        | 1   |

| Podios |                  |     |
| D.     | Piloto           | N.º |
| 1.     | Casey Stoner     | 58  |
| 2.     | Valentino Rossi  | 49  |
| 3.     | Dani Pedrosa     | 48  |
| 4.     | Jorge Lorenzo    | 44  |
| 5.     | Andrea Dovizioso | 16  |
| 6.     | Nicky Hayden     | 8   |
| 7.     | Chris Vermeulen  | 6   |
| 7.     | Colin Edwards    | 6   |
| 7.     | Ben Spies        | 6   |
| 10.    | Loris Capirossi  | 5   |
| 10.    | Toni Elías       | 5   |

### V8 Supercars

#### Carreras por año
| Año  | Equipo                        | Coche  | Dorsal | ADE | ADE | BAR | BAR | BAR | TOW | TOW | TOW | QLD | QLD | QLD | WIN | WIN | WIN | BAT | BAT | SYD | SYD | Pts. | Pos  |
| ---- | ----------------------------- | ------ | ------ | --- | --- | --- | --- | --- | --- | --- | --- | --- | --- | --- | --- | --- | --- | --- | --- | --- | --- | ---- | ---- |
| 2013 | Triple Eight Race Engineering | Holden | 27     | Ret | 14  | 21  | 21  | 20  | 29  | 14  | 12  | 17  | 11  | 5   | Ret | 22  | 16  | 9   | Ret | 12  | 9   | 704  | 18.º |